# Episodi di Shin Chan (1998)
Questi sono gli episodi della serie anime Shin Chan mandati originariamente in onda nel 1998. Gli episodi speciali sono arrivati in Italia nel secondo ciclo di trasmissione, mentre quelli regolari sono inediti.
Ogni episodio è diviso in mini-episodi della durata di circa 10 minuti l'uno.

## Episodi
| Nº Ja       | Nº It                   | Titolo italiano Titolo giapponese 「Kanji」 - Rōmaji | In onda           | In onda                                      |
| Nº Ja       | Nº It                   | Titolo italiano Titolo giapponese 「Kanji」 - Rōmaji | Giapponese        | Italiano                                     |
| 259         | –                       | 「母ちゃんがミシンを買ったゾ 」 - Kaa-chan ga mishin o-katta zo 「紅さそり隊vsルーズソックス隊だゾ」 - Beni sasori tai vs ruuzusokkusu tai da zo 「赤ちゃんは男か女だゾ」 - Akachan ha otoko ka onna da zo | 9 gennaio 1998    | —                                            |
| 260         | –                       | 「ひまわりの夢と現実だゾ」 - Himawari no yume to genjitsu da zo 「少年忍者からのはたし状だゾ」 - Shounen ninja kara no hatashijou da zo 「社長になりたい父ちゃんだゾ」 - Shachou ni nari tai touchan da zo | 16 gennaio 1998   | —                                            |
| 261         | –                       | 「オラのおつかいは大メーワクだゾ」 - Ora no o-tsukai ha dai meewaku da zo 「ミッチーヨシリンと本屋さんだゾ」 - Micchii Yoshirin to honya san da zo 「お風邪をひいてもおつやは欲しいゾ」 - O-kaze o-hii te mo o tsuya ha hoshii zo | 23 gennaio 1998   | —                                            |
| 262         | –                       | 「ひまわりの髪を切るゾ」 - Himawari no kami o-kiru zo 「リサイクルショップに行くゾ」 - Risaikuru shoppu ni iku zo 「野原家のパーティーを開くゾ」 - Nohara ka no paatii o-hiraku zo | 30 gennaio 1998   | —                                            |
| 263         | –                       | 「今夜のおかずは高級ステーキだゾ」 - Konya no okazu ha koukyuu suteeki da zo 「ウサギが幼稚園に来たゾ」 - Usagi ga youchien ni ki ta zo 「ひまわりを追跡するゾ」 - Himawari o-tsuiseki suru zo | 6 febbraio 1998   | —                                            |
| 264         | –                       | 「ひまわりはカバンがお好きだゾ」 - Himawari ha kaban ga o-suki da zo 「野菜がいっぱいだゾ」 - Yasai ga ippai da zo 「別れ別れのミッチーヨシリンだゾ」 - Wakare wakare no Micchii Yoshirin da zo | 13 febbraio 1998  | —                                            |
| 265         | –                       | 「保険のセールスも大変だゾ」 - Hoken no seerusu mo taihen da zo 「きょうはネネちゃんが主役だゾ」 - Kyou ha Nene-chan ga shuyaku da zo 「お庭にカマクラをつくるゾ」 - O-niwa ni kama kura o-tsukuru zo | 20 febbraio 1998  | —                                            |
| 266         | –                       | 「オラたち女の子だゾ」 - Ora tachi onnanoko da zo 「シロはおなかがペコペコだゾ」 - Shiro ha onaka ga pekopeko da zo 「父ちゃんの宝さがしだゾ」 - Touchan no takara sa ga shi da zo | 6 marzo 1998      | —                                            |
| 267         | –                       | 「母ちゃんが出ていったゾ」 - Kaa-chan ga de te itta zo 「防衛隊第二のひみつ基地だゾ」 - Nouei tai dai ni no himi tsu kichi da zo 「まつざか先生はお金がないゾ」 - Matsuzaka sensei ha okane ga nai zo | 13 marzo 1998     | —                                            |
| 268         | –                       | 「オラ、ひまわりの弟になるゾ」 - Ora, Himawari no otouto ni naru zo 「マサオくんのお買い物だゾ」 - Masao-kun no o-kaimono da zo 「オラと師匠の家出だゾ」 - Ora to shishou no iede da zo | 20 marzo 1998     | —                                            |
| 269         | –                       | 「父ちゃんはひまわりが大好きだゾ」 - Touchan ha Himawari ga daisuki da zo 「お花見でごキゲンだゾ」 - O-hanami de go kigen da zo 「防衛隊のライバル登場だゾ」 - Bouei tai no raibaru toujou da zo | 10 aprile 1998    | —                                            |
| Speciale 20 | 65a 65b 62a             | I tre porcellini (parte prima) 「オラたち三匹の子豚だゾ 第一話」 - Ora tachi san hiki no ko buta da zo Dai ichi wa」 I tre porcellini (parte seconda) 「オラたち三匹の子豚だゾ 最終話」 - Ora tachi san hiki no ko buta da zo Saishuu banashi Tutti abbiamo un passato! 「青春時代の父ちゃん母ちゃんだゾ」 - Seishun jidai no touchan kaachan da zo | 17 aprile 1998    | 26 giugno 2009                               |
| 270         | –                       | 「ごますりダブルじいちゃんだゾ」 - Goma suri daburu Jiichan da zo 「ケータイ電話はおもしろいゾ」 - Keetai denwa ha omoshiroi zo 「冬物のおかたづけだゾ」 - Fuyumono no o-kataduke da zo | 24 aprile 1998    | —                                            |
| 271         | –                       | 「写真館でコスプレだゾ」 - Shashin kan de kosu pure da zo 「ライバル幼稚園に行くゾ」 - Raibaru youchien ni iku zo 「母ちゃんが花粉症になったゾ」 - Kaachan ga kafun shou ni natta zo | 1º maggio 1998    | —                                            |
| 272         | –                       | 「まねっこひまわりだゾ」 - Ma nekko Himawari da zo 「ミッチーヨシリン出張騒動だゾ」 - Micchii Yoshirin shucchou soudou da zo 「ヘソクリの場所がわからないゾ」 - Hesokuri no basho ga wakara nai zo | 8 maggio 1998     | —                                            |
| 273         | –                       | 「ケチケチで温暖化防止だゾ」 - Kechikechi de ondan ka boushi da zo 「風間くんがひまわりをあやすゾ」 - Kazama-kun ga Himawari o ayasu zo 「ななこおねいさんを看病するゾ」 - Nanako o-ne isan o-kanbyou suru zo | 15 maggio 1998    | —                                            |
| 274         | –                       | 「ななこおねいさんのお父さんだゾ」 - Nanako o-ne isan no otousan da zo 「ライバル園児が偵察に来たゾ」 - Raibaru enji ga teisatsu ni ki ta zo 「ライバル園児と対決するゾ」 - Raibaru enji to taiketsu suru zo | 22 maggio 1998    | —                                            |
| 275         | –                       | 「ホータイでしあわせ気分だゾ」 - Hoo tai de shi awa se kibun da zo 「母ちゃんがパートに出るゾ」 - Kaachan ga paato ni deru zo 「母ちゃんのパートは大変だゾ」 - Kaachan no paato ha taihen da zo | 29 maggio 1998    | —                                            |
| 276         | –                       | 「母ちゃんとジャンケン勝負だゾ」 - Kaachan to janken shoubu da zo 「幼稚園で保険のセールスだゾ」 - Youchien de hoken no seerusu da zo 「父ちゃんの病気予防だゾ」 - Touchan no byouki yobou da zo | 5 giugno 1998     | —                                            |
| 277         | –                       | 「ネネちゃんのママが妊娠したゾ」 - Nene-chan no mama ga ninshin shi ta zo 「まつざか先生に春の予感だゾ」 - Matsuzaka sensei ni haru no yokan da zo 「ひとめぼれしたまつざか先生だゾ」 - Hitomebore shi ta Matsuzaka sensei da zo | 12 giugno 1998    | —                                            |
| 278         | –                       | 「まつざか先生の明るい入院だゾ」 - Matsuzaka sensei no akarui nyuuin da zo 「ひまわりを救出するゾ」 - Himawari o-kyuushutsu suru zo 「まつざか先生と一緒に入院だゾ」 - Matsuzaka sensei to issho ni nyuuin da zo | 19 giugno 1998    | —                                            |
| 279         | –                       | 「恋にゆれるまつざか先生だゾ」 - Koi ni yureru Matsuzaka sensei da zo 「病院をぬけだすゾ」 - Byouin o-nukedasu zo 「病院でお昼寝だゾ」 - Byouin de o-hirune da zo | 26 giugno 1998    | —                                            |
| 280         | –                       | 「久しぶりの我が家はいいゾ」 - Hisashiburi no wagaya ha ii zo 「オラはリハビリ中だゾ」 - Ora ha rihabiri chuu da zo 「まだまだギブスは取りたくないゾ」 - Mada mada gibusu ha tori taku nai zo | 3 luglio 1998     | —                                            |
| 281         | –                       | 「久しぶりの幼稚園だゾ」 - Hisashiburi no youchien da zo 「新しい先生は変わっているゾ」 - Atarashii sensei ha kawatte iru zo 「お中元が届いたゾ」 - O-chuugen ga todoi ta zo | 10 luglio 1998    | —                                            |
| Speciale 21 | 65c 77a                 | Un concerto per Kazama 「ピアノ発表会に行くゾ」 - Piano happyou kai ni iku zo Le vacanze estive 「別荘に行くゾ」 - Bessou ni iku zo | 12 luglio 1998    | 26 giugno 2009 27 luglio 2009                |
| 282         | –                       | 「メガネを外すと本音が出るゾ」 - Megane o-hazusu to honne ga deru zo 「怪獣ひまわりと戦うゾ」 - Kaijuu Himawari to tatakau zo 「ビアガーデンで盛りあがるゾ」 - Biagaaden de moriagaru zo | 17 luglio 1998    | —                                            |
| 283         | –                       | 「おねいさんとプールに入りたいゾ」 - o-ne isan to puuru ni hairi tai zo 「風間くんはオネショが心配だゾ」 - Kazama-kun ha onesho ga shinpai da zo 「ミッチーヨシリンの育児だゾ」 - Micchii Yoshirin no ikuji da zo | 24 luglio 1998    | —                                            |
| 284         | –                       | 「波の出るプールに行くゾ」 - Nami no deru puru ni iku zo 「夏はやっぱりかき氷が食べたいゾ」 - Natsu hayapparikaki koori ga tabeta i zo 「エアコンがこわれちゃったゾ」 - Eakon gakowarechatta zo | 31 luglio 1998    | —                                            |
| 285         | –                       | 「ネネちゃんのリアルおままごとだゾ」 - Nene channo riaru omamagotoda zo 「つぎからつぎへと忘れちゃうゾ」 - Tsugikaratsugiheto wasure chau zo 「しゃっくりが止まらないゾ」 - Shakkuriga toma ranai zo | 7 agosto 1998     | —                                            |
| 286         | –                       | 「おもちゃ選びでなやんじゃうゾ」 - Omocha erabi denayanjau zo 「ケーキのうらみはこわいゾ」 - Keki nouramihakowai zo 「ベランダにしめ出された母ちゃんだゾ」 - Beranda nishime dasa reta kaachan da zo | 14 agosto 1998    | —                                            |
| 287         | –                       | 「ひまわりの将来に期待するゾ」 - Himawarino shourai ni kitaisu ru zo 「ミッチーの呪われた一日だゾ」 - Micchi no norowa reta tsuitachi da zo 「オラ達一家の花火大会を楽しむゾ」 - Ora tachi ikka no hanabitaikai wo tanoshi mu zo | 21 agosto 1998    | —                                            |
| 288         | –                       | 「オラは静かなる男だゾ」 - Ora ha shizuka naru otoko da zo 「まつざか先生のお見舞いだゾ」 - Matsuzaka sensei noo mimai da zo 「おそうじ道具で遊んじゃうゾ」 - Osouji dougu de ason jau zo | 28 agosto 1998    | —                                            |
| 289         | –                       | 「母ちゃんの恥ずかしい写真だゾ」 - Kaachan no hazukashi i shashin da zo 「上尾先生をはげますゾ」 - Ageo sensei wohagemasu zo 「父ちゃんのないしょのビデオだゾ」 - Touchan nonaishono bideo da zo | 11 settembre 1998 | —                                            |
| 290         | –                       | 「母ちゃんは一晩中戦うゾ」 - Kaachan ha hitobanjuu tatakau zo 「大正生まれは元気だゾ」 - Taishou umare ha genki da zo 「シロの散歩コースをたどるゾ」 - Shiro no sanpo kosu wotadoru zo | 18 settembre 1998 | —                                            |
| 291         | –                       | 「父ちゃんとヒコーキごっこだゾ」 - Touchan to hikoki gokkoda zo 「地下シェルターを作るゾ」 - Chika shieruta wo tsukuru zo 「まつざか先生の退院だゾ」 - Matsuzaka sensei no taiin da zo | 25 settembre 1998 | —                                            |
| Speciale 22 | 77b 77c 64a 64b 63a 63b | Ho preso il posto di mammola (parte prima) 「母ちゃんといれかわちゃったゾ」 - Kaachan toirekawachatta zo Ho preso il posto di mammola (parte seconda) 「母ちゃんといれかわちゃったゾ２」 - Kaachan toirekawachatta zo 2 Aiuto, uno straniero! (parte prima) 「外国人をお助けするゾ」 - Gaikokujin woo tasuke suru zo Aiuto, uno straniero! (parte seconda) 「外国人をお助けするゾ２」 - Gaikokujin woo tasuke suru zo 2 Agenzia investigativa Skampononcjai (parte prima) 「カスカベ少年探偵社だゾ」 - Kasukabe shounen tanteisha da zo Agenzia investigativa Skampononcjai (parte seconda) 「カスカベ少年探偵社だゾ２」 - Kasukabe shounen tanteisha da zo 2 | 2 ottobre 1998    | 27 luglio 2009 29 giugno 2009                |
| 292         | –                       | 「まつざか先生の復帰だゾ」 - Matsuzaka sensei no fukki da zo 「ひまわりだって読書の秋だゾ」 - Himawaridatte dokusho no aki da zo 「近くの公園に遊びに行くゾ」 - Chikaku no kouen ni asobi ni iku zo | 16 ottobre 1998   | —                                            |
| 293         | –                       | 「まつざか先生のデートを守るゾ」 - Matsuzaka sensei no deto wo mamoru zo 「空き巣にご用心だゾ」 - Aki su nigo youjin da zo 「おイモ掘りに行くゾ」 - O imo hori ni iku zo | 23 ottobre 1998   | —                                            |
| 294         | –                       | 「食器洗い機でらくちんだゾ」 - Shokkiarai ki derakuchinda zo 「風間君の好きなアニメキャラだゾ」 - Kazama kun no suki na animekyara da zo 「今夜は何だか眠れないゾ」 - Konya ha nanda ka nemure nai zo | 30 ottobre 1998   | —                                            |
| 295         | –                       | 「ボーちゃんは埼玉一の園児だゾ」 - Bo chanha saitama ichi no enji da zo 「父ちゃんの朝の散歩は怪しいゾ」 - Touchan no asa no sanpo ha ayashi i zo 「父ちゃんの散歩の秘密を探るゾ」 - Touchan no sanpo no himitsu wo saguru zo | 6 novembre 1998   | —                                            |
| 296         | –                       | 「オラと魔法の魔法ビンだゾ」 - Ora to mahou no mahou bin da zo 「怒るとこわいネネちゃんだゾ」 - Ikaru tokowai nene chanda zo 「あずかった猫で大さわぎだゾ」 - Azukatta neko de taisa wagida zo | 13 novembre 1998  | —                                            |
| 297         | –                       | 「風間くんと焼きイモするゾ」 - Kazama kunto yaki imo suru zo 「ヨシリンが家出してきたゾ」 - Yoshirin ga iede shitekita zo 「夫婦ゲンカのまきぞえだゾ」 - Fuufu genka nomakizoeda zo | 20 novembre 1998  | —                                            |
| 298         | –                       | 「ロッキーとボクシング対決だゾ」 - Rokki to bokushingu taiketsu da zo 「街を汚すのは許さないゾ」 - Machi wo yogosu noha yurusa nai zo 「上尾先生のトレーニングだゾ」 - Ageo sensei no toreningu da zo | 27 novembre 1998  | —                                            |
| 299         | –                       | 「アクション仮面のプレゼントだゾ」 - Akushon kamen no purezento da zo 「まつざか先生のデートを追跡だゾ」 - Matsuzaka sensei no deto wo tsuiseki da zo 「コイン洗車場に行くゾ」 - Koin senshajou ni iku zo | 4 dicembre 1998   | —                                            |
| 300         | –                       | 「ひまわりとレターセットだゾ」 - Himawarito retasetto da zo 「母ちゃんたちのおしゃべりだゾ」 - Kaachan tachinooshaberida zo 「デートに行けないよしなが先生だゾ」 - Deto ni ike naiyoshinaga sensei da zo | 11 dicembre 1998  | —                                            |
| Speciale 23 | 62b 63c 64c 66a 66b     | Le statue riconoscenti 「石像の恩返しだゾ」 - Sekizou no ongaeshi da zo La birra è per gli adulti 「ビールは大人の味だゾ」 - Biru ha otona no aji da zo Siamo finiti in un ingorgo 「交通渋滞にまきこまれたゾ」 - Koutsuujuutai nimakikomareta zo I 4 samurai (parte prima) 「クレヨン大忠臣蔵 (桜の巻)」 - Kureyon dai chuushingura (Sakura no maki) I 4 samurai (parte seconda) 「クレヨン大忠臣蔵 (雪の巻)」 - Kureyon dai chuushingura (Yuki no maki) | 25 dicembre 1998  | 26 giugno 2009 29 giugno 2009 30 giugno 2009 |